# Giovanni Oliva
Giovanni Oliva (5. července 1852 Terst – 29. prosince 1920 Terst) byl rakouský politik italské národnosti, na počátku 20. století poslanec Říšské rady.

## Biografie
Pocházel z dělnické rodiny. Ve věku 14 let nastoupil jako sazečský učeň do tiskárny plavební firmy Österreichischer Lloyd. V letech 1888–1906 pracoval v Římě, po návratu do Terstu nastoupil opět do Österreichischer Lloyd, později do dalších místních tiskáren. Byl viceprezidentem Společnosti typografů. V mládí byl ovlivněn iredentistickou ideologií Giuseppe Garibaldiho, od 90. let 19. století byl stoupencem socialistického hnutí. Byl členem výkonného výboru sociální demokracie a opakovaně působil jako odpovědný redaktor jejího tiskového orgánu Il Lavoratore. Za světové války dočasně působil jako sazeč ve Vídni, po válce se vrátil do Terstu a pokračoval v redakci listu Il Lavoratore.
Na počátku 20. století se zapojil i do celostátní politiky. Ve volbách do Říšské rady roku 1907, konaných poprvé podle všeobecného a rovného volebního práva, získal mandát v Říšské radě (celostátní zákonodárný sbor) za obvod Terst 4. Byl členem poslanecké frakce Skupina italských sociálních demokratů. Mandát obhájil za týž obvod i ve volbách do Říšské rady roku 1911, usedl do poslanecké frakce Klub německých sociálních demokratů. Ve vídeňském parlamentu setrval až do zániku monarchie. K roku 1911 se profesně uvádí jako knihtiskař.